# Cladosporium uniseptosporum
Cladosporium uniseptosporum är en svampart som beskrevs av Matsush. 1975. Cladosporium uniseptosporum ingår i släktet Cladosporium och familjen Davidiellaceae.   Inga underarter finns listade i Catalogue of Life.